# Lithocarpus perakensis
Lithocarpus perakensis är en bokväxtart som beskrevs av Engkik Soepadmo. Lithocarpus perakensis ingår i släktet Lithocarpus och familjen bokväxter. IUCN kategoriserar arten globalt som sårbar. Inga underarter finns listade.